# Limnophila brachyclada
Limnophila brachyclada är en tvåvingeart som beskrevs av Alexander 1968. Limnophila brachyclada ingår i släktet Limnophila och familjen småharkrankar. Inga underarter finns listade i Catalogue of Life.